# حارة الدفعي (صنعاء)
حارة الدفعي هي إحدى حارات حي الحصبة بمديرية الثورة إحد مديريات العاصمة اليمنية صنعاء، بلغ تعداد سكانها 7873 نسمة حسب تعداد اليمن لعام 2004.